# Muhàmmad ibn Abi-s-Saj al-Afxín
Abu-l-Mussàfir (o Abu-Ubayd-Al·lah) Muhàmmad ibn Abi-s-Saj, conegut com a Ibn as-Saj i, en prendre el títol d'afxín com Muhàmmad al-Afxín, fou el primer emir de l'Azerbaidjan, Arran i Armènia del 889 al 901.
Era fill d'Abul Sadj Diwdad ben Yusuf Diwdasht, general al servei dels saffàrides mort el 879 que va deixar dos fills Abul Musafir Muhammad (o Abu Ubayd Allah) i Yusuf ben Abul Sadj Diwdad que no van seguir els passos del seu pare i van estar al servei del Califat Abbàssida. El 879/880 fou nomenat guardià dels camins de la Meca.
Abul Musafir Muhammad ben Abul Sadj Diwdad va prendre part a les operacions contra els rebels al Hedjaz i va actuar com a delegat del saffàrida Amr ibn al-Layth pels llocs sants (880). El 883 fou nomenat governador de Rahba i Anbar. El 884, al morir el tulúnida Àhmad ibn Tulun, va participar en l'expedició califal contra el fill Khumarawayh, sota la direcció del general Ishak ibn Kundadjik de Mawsil que fou nomenat governador d'Egipte i Síria i va prendre part a l'anomenada batalla dels molins. Un temps després Abul Musafir Muhammad estava barallat amb Kundadjik al que combatia a la regió de Mawsil (Mossul).
El 889 o 890 (altres fonts donen el 892) fou nomenat governador de l'Azerbaidjan i el 893 o 894 es va apoderar allí de Maragha, que estava en poder del rebel Abd Allah ibn al-Hasan al-Hamdani. El 893 el rei d'Armènia Simbaci I el Màrtir va enviar una ambaixada a l'Imperi Romà d'Orient per retre homenatge de vassall a l'emperador. Afshin va considerar l'ambaixada una traïció i va preparar una expedició. Simbaci va reunir un exèrcit i ambdós parts es van trobar a la frontera, al districte de Radokq. Simbaci va explicar que la seva amistat amb l'Imperi Romà d'Orient era en interès del califat, on començava una certa decadència i a qui interessava un estat tampó i fins i tot una bona relació comercial. Afshin i Simbaci van fer les paus.
La seva posició a Bagdad s'havia reforçat amb el casament de la seva filla amb el general Badr al-Mutadidi, confident del califa al-Mutadid. El divendres sant del 893 el rei Simbaci es va apoderar de Dvin on governaven dos emirs que tenien un doble vassallatge: del rei armeni per ser part del seu territori, i de Muhàmmad com a governador dels musulmans. El 894/895 es van reunir amb Muhàmmad les forces del seu eunuc (khadim) el general Wasif que venien de derrotar el dulàfida Imar ibn And al-Aziz al Djibal però sense poder annexionar el territori, i junts van fer una segona expedició a Armènia (895/896) des del Nakhichevan i va ocupar Kars i Dvin abans que Simbaci pogués reaccionar. Simbaci va concentrar forces a Vazdan al peu de la muntanya Aragadz (Alagoz). El patriarca Jordi II va tractar de fer de mediador i fou fet presoner per Muhàmmad. Les forces de Muhàmmad i Simbaci van xocar a Tols o Dols, prop de la muntanya Aragadz i l'emir fou rebutjat, i va demanar la pau però no va voler tornar a Jordi mes que contra un fort rescat i el seu fill Diwdad va restar en el govern de Dvin (va conservar aquest govern fins a la mort del seu pare al que va succeir). Durant la guerra, Sargis de Baspracània i el gran ishkhan de Siunia van fer acte de vassallatge a l'emir Muhàmmad. Acabada la guerra el siunià va demanar perdó al rei que li va concedir, però en canvi va decidir atacar a Sargis de Baspracània i als seus dos germans. Les lluites del rei bagràtida Simbaci I el Màrtir (al que els àrabs anomenaven Sunbat) es poden seguir en detall a l'article sobre aquest rei.
El 897/898 es va rebel·lar contra el califa abbàssida i va prendre l'antic títol sogdià d'afshin (afxin) pel que fou conegut, títol que apareix a una moneda (un dirham) emes a Arran el 898 i que era originària del principat d'Ushrusana de la casa de prínceps de la qual procedia la seva família. Però no va trigar a reconciliar-se amb al-Mútamid que el va perdonar i el va confirmar com a governador de l'Azerbaidjan i a més hi va afegir Armènia.
Afxin va envair Armènia per tercera vegada vers 898 i va assetjar Kars on era la reina (l'esposa de Simbaci) amb altres princeses. L'intendent reial que defensava Kars, Hasan Kentuni, després de força resistència, es va rendir en condicions honorables. Quan Afxin va sortir de Kars la ciutat tornà a caure en mans de Simbaci I però estava molt damnada i el rei va passar l'hivern a la fortalesa de Kalzovan al districte d'Eraskhadzor, des on va enviar missatgers a Afxin per intentar l'alliberament de la seva muller. L'emir va exigir a canvi una filla del rei i una de son germà Isaac. Finalment els ostatges concedits foren Simbaci (fill d'Isaac) i Asoci (fill del mateix rei, conegut després com a Asoci II el Ferro). Una filla de Shahpuh (un altre germà del rei) fou donada en matrimoni a l'emir. No fou fins a la primavera que Shahpuh (que ja era el sogre de l'emir) va anar a la residència d'al-Afxin i va poder emportar-se a la reina i altres princeses.
El 900 Afxin va intentar estendre el seu domini sobre territoris que escapaven del poder dels tulúnides i va enviar al general Wasif a ocupar Malatya; Seguint ordes de Muhàmmad, Wasif va demanar al califa ser investit amb el govern de Cilícia. Però el califa, entenent que això era un primer pas de Wasif i Muhàmmad per apoderar-se del Diyar Mudar, no sols ho va negar sinó que va fer una campanya ràpida i efectiva contra Wasif que fou fet presoner.
Poc després al-Afxin va morir de pesta a Bardaa el març del 901. Li succeí el seu fill Diwdad ben Afshin (Diwdad II), o Diwdad ben Abul Musafir Muhammad.